# 1925-ös magyar vívóbajnokság
Az 1925-ös magyar vívóbajnokság a huszonegyedik magyar bajnokság volt. A tőrbajnokságot április 26-án rendezték meg Budapesten, a BBTE tornacsarnokában, a kardbajnokságot pedig május 9. és 10. között Budapesten, a Műegyetemen.

## Eredmények
| Versenyszám     | Arany                       | Arany | Ezüst                       | Ezüst | Bronz                                 | Bronz |
| --------------- | --------------------------- | ----- | --------------------------- | ----- | ------------------------------------- | ----- |
| Férfi tőrvívás  | vitéz Terstyánszky Ödön MAC |       | Rády József MAC             |       | dr. Tóth Péter MAC                    |       |
| Férfi kardvívás | vitéz Terstyánszky Ödön MAC |       | Garay János Tisza István VC |       | vitéz dr. Uhlyarik Jenő Wesselényi VC |       |